# Паніка (Торжоцький район)
Паніка (рос. Паника) — присілок в Торжоцькому районі Тверської області Російської Федерації.
Населення становить 7 осіб. Входить до складу муніципального утворення Мирновське сільське поселення.

## Історія
Від 2005 року входить до складу муніципального утворення Мирновське сільське поселення.

## Населення
| 1859 | 1884 | 1996 | 2002 | 2008 | 2010 |
| ---- | ---- | ---- | ---- | ---- | ---- |
| 155  | ↗161 | ↘5   | ↘4   | ↗9   | ↘7   |